# Калифорнијски државни универзитет
Калифорнијски државни универзитет (енгл. California State University) је ланац државних универзитета у америчкој савезној држави Калифорнији који се састоји од следећих универзитета:
- Калифорнијска морнаричка академија
- Калифорнијски државни политехнички универзитет
- Калифорнијски државни универзитет у Помони
- Калифорнијски државни универзитет у Бејкерсфилду
- Калифорнијски државни универзитет Каналска острва
- Калифорнијски државни универзитет у Чикоу
- Калифорнијски државни универзитет у Домингез Хилсy
- Калифорнијски државни универзитет у Ист Беју
- Калифорнијски државни универзитет у Фрезну
- Калифорнијски државни универзитет у Фулертону
- Калифорнијски државни универзитет у Лонг Бичу
- Калифорнијски државни универзитет у Лос Анђелесу
- Калифорнијски државни универзитет у Монтереј Беју
- Калифорнијски државни универзитет у Нортриџу
- Калифорнијски државни универзитет у Сакраменту
- Калифорнијски државни универзитет у Сан Бернардину
- Калифорнијски државни универзитет у Сан Маркосу
- Калифорнијски државни универзитет у Станислаусу
- Калифорнијски државни универзитет у Хамболту
- Калифорнијски државни универзитет у Сан Дијегу
- Калифорнијски државни универзитет у Сан Франциску
- Калифорнијски државни универзитет у Сан Хозеу
- Калифорнијски државни универзитет у Сономи